# 布鲁希德
布鲁希德是德国莱茵兰-普法尔茨州的一个市镇。总面积2.67平方公里，总人口288人，其中男性137人，女性151人（2011年12月31日），人口密度108人/平方公里。